# Li Tang
Pour les articles homonymes, voir Litang (soupe) et Xian de Litang.
Li Tang ou Li T'ang, surnom: Xigu, né vers 1050, originaire de Heyang, province de Henan, mort après 1130. XIe – XIIe siècles. Chinois. Peintre.
Aussitôt rétabli le pouvoir à Hangzhou, Gaozong s'emploie à la réorganisation de l'Académie de peinture Huayuan. Il aime la peinture, il est bon calligraphe, et les hommes qui ont été des membres éminents du Huayuan à Kaifeng l'aident dans son effort. Parmi eux, le peintre Li Tang laisse un très grand nom. Né aux environs de 1050, il exerce à  Kaifeng les fonctions de «peintre attendant les ordres de à l'Académie». Mais il vit moins de dix ans  à la nouvelle capitale. Après la chute de Kaifeng il reste deux ans caché dans les bois où il fait la connaissance d'un jeune voleur, lequel doué, devient le disciple préféré du maître.
Li Tang se veut disciple de Fan Kuan. Dans la lignée des grands paysagistes des Song du Nord, il se situe aussitôt après Guo Xi. Comme les maîtres avant lui, il cherche à construire des paysages conformément à l'Ordre qui régit la nature. Il éprouve en lui-même l'activité du Principe qui donne à l'homme, comme à toute chose, sa raison d'être dans l'unité du Dao.

## Biographie
Rien n'est sans doute plus différent, apparemment, qu'un paysage des Song du Nord (960-1127) et des Song du Sud (1127-1279). La monumentalité, l'équilibre du premier cherchent à conférer à l'œuvre la puissance d'un macrocosme et la force de la permanence. Le second, par contre, rompt volontairement l'équilibre des forces naturelles et, sensible à l'impermanence des choses, se fait le porteur d'un  message émotionnel plus intense. Le premier trouve son expression la plus accomplie dans l'œuvre de Fan Kuan (mi-Xe siècle), le second dans celles de Ma Yuan et Xia Gui.
Li Tang, pour sa part, assure la liaison entre ces deux conceptions si différentes, qui ne sont pas le fruit d'une rupture mais plutôt d'une évolution. En effet, il travaille d'abord à l'Académie Impériale de Kaifeng, sous le règne de l'empereur Huizong, puis, après que Kaifeng est tombée aux mains des Tartares  Jin. , il suit la Dynastie Song dans son exode vers le Sud et, avec d'autres membres de l'Académie de  Huizong, forme le noyau de l'Académie réorganisée par l'empereur Gaozong à Hangzhou, la nouvelle capitale.
Héritiers des grands paysagistes du nord, son influence est telle à Hangzhou qu'il n'est guère de grands maîtres du sud qui, de près ou de loin, ne se réclame de lui. Une évolution  est perceptible au sein même de son œuvre; Le son du vent dans les pins d'une gorge montagneuse, conservé au National Palace Museum de Taipei, exécuté au nord en 1124, reste fidèle à la monumentalité de Fan Kuan, à ses défilés sombres et étroits, à ses masses rocheuses usées par le temps et couronnées de végétation broussailleuse.
Mais la peinture est moins suggestive d'un univers vaste et complet que d'un coin de nature où l'on pénètre plus facilement, grâce à l'inversion des proportions traditionnelles et plus d'ampleur étant donnée au premier plan qu'à l'arrière plan de telle sorte que l'œuvre est d'emblée plus avenante pour la promenade spirituelle et une compréhension plus intimiste de la nature. . Cette tendance nouvelle s'affirme dans une feuille d'album, Une infinité d'arbres sur des pics étranges, conservée dans la même collection et vraisemblablement exécutée après le transfert de l'Académie à Hangzhou; cette peinture ouvre directement la voie au paysage des Song du Sud.
Le spectateur ne domine plus un vaste panorama de montagnes mais pénètre directement dans l'espace qui se devine au cœur de cette vision fraîche et calme, entre les pics mystérieux qui émergent des nuages. La conception classique d'une composition tournant autour d'un axe central est toujours là, mais l'axe se fait diagonale, divise la surface picturale de façon plus subtile et se perd dans l'évanescence d'une brume de fonds. , cependant que l'avant-plan est singulièrement souligné par les éléments les plus lourds, eux-mêmes accentués par un jeu de diagonales et de larges coups de pinceau de biais appelés «coups de hache» (Pima Cun). Ainsi, sont ici réunis les éléments fondamentaux de la grammaire et du vocabulaire des paysagistes du sud et notamment de l'école Ma-Xia.

## Musées
- Boston (Mus. of Fine Arts):

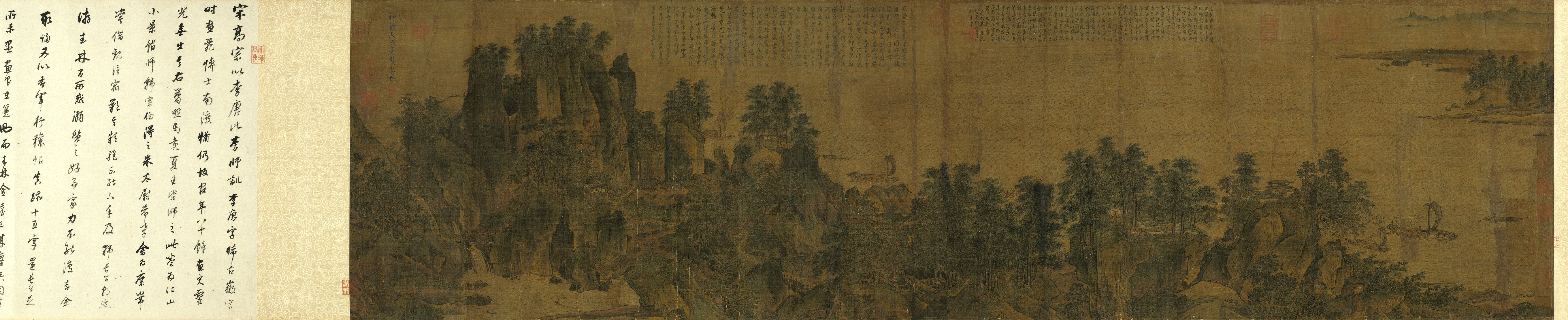

  - Le retour de la fête villageoise au printemps, feuille d'album, attribution ancienne.
  - Deux garçons vachers conduisant deux buffles sous les saules, accompagné d'un poème de Qianlong.
- Kyōto (Temple Kōtō-in):
  - Deux paysages.
- Pékin (Mus. du Palais):
  - Le fleuve Changjiang pendant l'été, encre et couleurs, verte sur soie, rouleau en longueur, signé.
  - Le retour d'un bateau par la pluie et le vent colophons de Zheng Yuanyu, Dong Qichang et Qianlong.
  - Le médecin de village.
  - La collecte de fleurs, éventail, attribution.

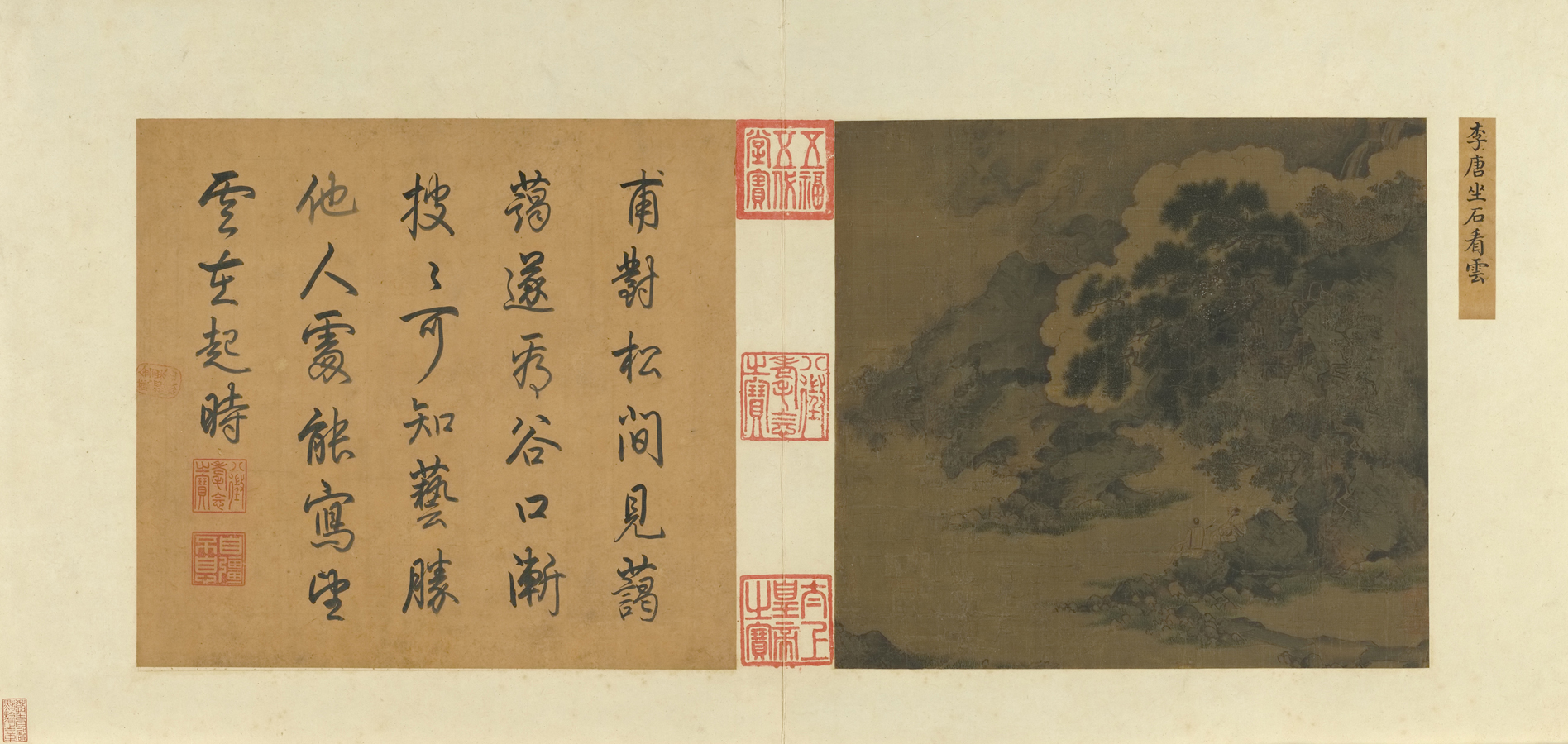

  - Personnages bavardant sous un abri, éventail, attribution.
  - En train de garder les buffles, éventail, attribution.
- Taipei (Nat. Palace Mus.):
  - Son du vent dans les pins d'une gorge montagneuse, signé et daté 1124, encre et couleur sur soie, rouleau en hauteur.
  - Une infinité d'arbres sur des pics étranges, encre et couleurs légères sur soie, feuille d'album.
  - Buffles, encre et couleur légères sur soie, rouleau en hauteur.
  - Montagnes près de la rivière, inscription de  Dong Qichang datée 1633, colophon du peintre Chen Zhengkui daté 1660, encre et couleurs sur soie, rouleau en longueur.
  - Paysages des quatre saisons, petits rouleaux en longueur montés en album, attribué à Li Tang par un colophon de Dong Qichang.

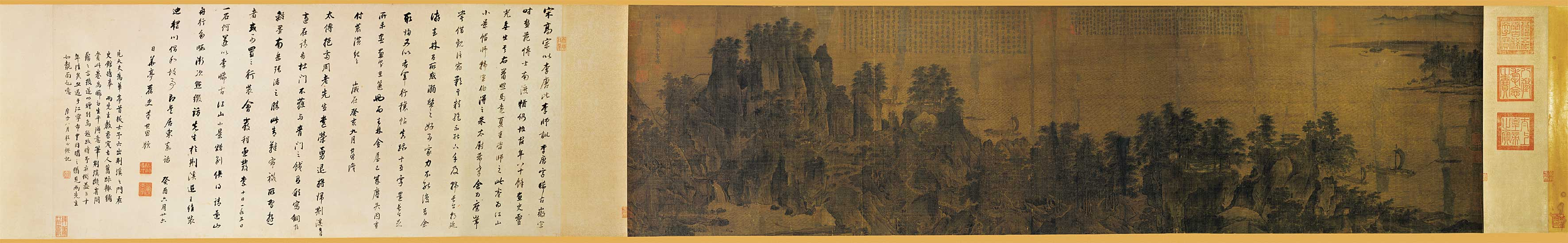

  - Clair ruisseau et ermite pêchant dans les roseaux, colophon de Zhao Mengjian daté 1237.
  - Tempête sur les monts enneigés près d'une rivière, datant peut-être de la Dynastie Yuan, copie.
  - Paysage de rivière sous la neige, attribué à Li Tang par un colophon de  Dong Qichang.